# إيليزا نيلسون
إيليزا نيلسون (بالإنجليزية: Eliza Nelson) هي لاعب هوكي الحقل هندية، ولدت في 27 سبتمبر 1956 في بونه في الهند.

## وصلات خارجية
- إيليزا نيلسون على موقع أوليمبيديا (الإنجليزية)